# Wilhelm-Griesinger-Krankenhaus

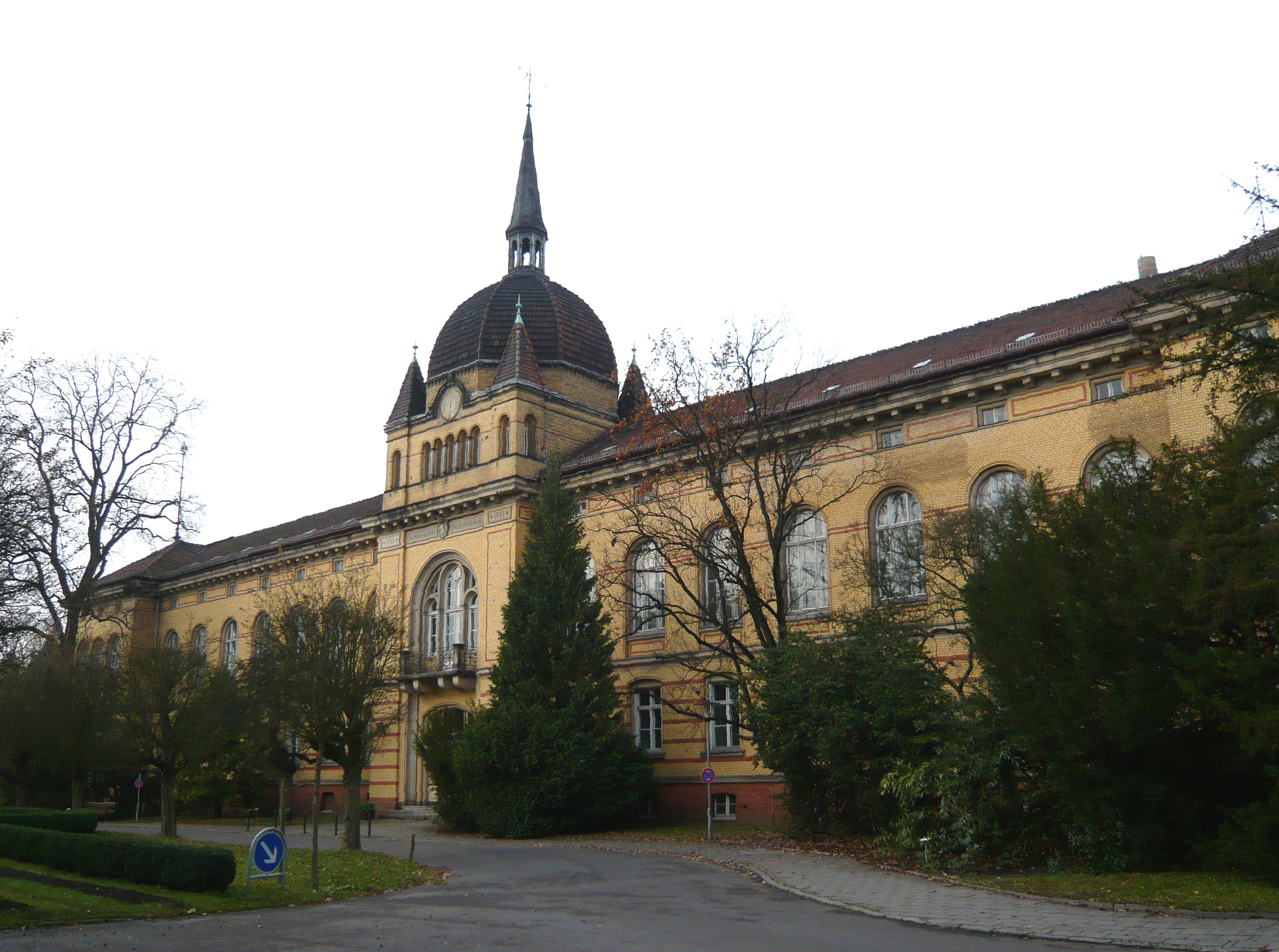
Hauptgebäude am Brebacher Weg

Das Wilhelm-Griesinger-Krankenhaus war ein Klinikkomplex, der Ende des 19. Jahrhunderts östlich vor der Berliner Stadtgrenze zur Behandlung von Epilepsiekranken erbaut und eröffnet worden war. Zuerst wurde die Einrichtung als Anstalt für Epileptische Wuhlgarten bei Biesdorf geführt. Den Namen nach dem Neurologen Wilhelm Griesinger erhielt die Klinik im Jahr 1968 und behielt ihn bis um 1992. Ab diesem Zeitpunkt ging das gesamte Krankenhausgelände in die Verantwortung des Vivantes-Konzerns über und firmierte als Vivantes Klinikum Hellersdorf. Seit 2011 erfolgte eine schrittweise Übernahme der verbliebenen Gebäude durch die Leitung des Unfallkrankenhauses Berlin bei gleichzeitiger Verlagerung der medizinischen Abteilungen von Vivantes an den neuen Hauptstandort in Kaulsdorf, der wiederum Vivantes Klinikum Kaulsdorf heißt. Seit 1989 stehen alle Bauten auf dem Wuhlgarten-Gelände unter Denkmalschutz.

## Lage
Das Wilhelm-Griesinger-Krankenhaus belegte eine Fläche von 960.000 Quadratmetern (96 Hektar), die in Nord-Süd-Richtung mittig durch den bereits vorher vorhandenen Straßenzug Kirsch-/Eichenallee geteilt wird. Die gesamte Allee wird auf Stadtplänen mit Brebacher Weg bezeichnet.
In West-Ost-Richtung bilden der Blumberger Damm (bzw. die Warener Straße) und der Graben der Wuhle die Grenze des Krankenhausgeländes. Ein Großteil der Freiflächen zwischen den Gebäuden wurde mit Bäumen und Sträuchern bepflanzt. Die Krankenhausbauten befinden sich in der Nähe des U- und S-Bahn-Bahnhofs Wuhletal.
Ein kleinteilig angelegtes Wegesystem geht von der neun Meter breiten und befestigten Nord-Süd-Hauptachse ab und erschließt das Gelände.

## Geschichte

### Zwischen 1893 und 1945
Das Krankenhaus mit seinem Hauptstandort Brebacher Weg wurde am 18. November 1893 als „Anstalt für Epileptische Wuhlgarten bei Biesdorf“ mit einer Kapazität von 1.000 Betten eröffnet. Der Bauherr, die Stadt Berlin, entschied sich bewusst für eine damals weit außerhalb der Berliner Stadtgrenze angelegte Psychiatrische Klinik, die über einen Eisenbahnanschluss zur Ostbahn verfügte.
Nach den medizinischen Erkenntnissen, vor allem Wilhelm Griesingers, dass neben der Behandlung auch Arbeitstherapie und Erholungsmöglichkeiten in Parkanlagen und auf landwirtschaftlichen Flächen zur Genesung der Kranken beitragen können, wurde hier im Bereich Wuhletal eine großzügige Bebauung realisiert. Die Weitläufigkeit, die natürlichen landschaftlichen Gegebenheiten und die Begrenzung durch die Eisenbahntrasse führten dazu, dass das Gelände weder eine Mauer noch Zäune erhielt. Die Bebauung in lockerer Villenform (Pavillonstil) war vom Baustadtrat und Architekten Hermann Blankenstein im Stil der Neorenaissance entworfen worden. Er hatte sich an den damals gültigen Empfehlungen orientiert, außer getrennten Unterbringungsmöglichkeiten für Frauen und Männer auch Werkstätten, landwirtschaftliche Einrichtungen mit Nutzflächen und Tierhaltung sowie ein autarkes Versorgungssystem (Trinkwasser mit Wasserturm, Abwasser, Energieversorgung, Heizung mit eigenem Kesselhaus) vorzusehen.
Wie bei der Anlage ähnlicher Krankenhäuser Ende des 19. Jahrhunderts wurde ein vollständiges unterirdisches Tunnelsystem ausgeführt, durch welches sowohl alle Versorgungsleitungen als auch begehbare Bereiche führten. Dieses System wird nur noch zu Wartungszwecken genutzt; es ist durch das kleine zugewachsene Eingangshäuschen des früheren Eiskellers (auf der Rückseite des Haupthauses) sowie einige (abgesperrte) Treppen zu erkennen.
Als schmückende architektonische Elemente diente für die meist zweigeschossigen Bauten vor allem das Wechselspiel zwischen gelben und roten Klinkersteinen mit dem sparsamen Einsatz von gesondertem Fassadenschmuck. Da Blankenstein zur gleichen Zeit auch für den Bau des Krankenhauses Herzberge zuständig war, bestehen zahlreiche architektonische Ähnlichkeiten zwischen den realisierten Gebäuden.
Auf dem Gelände wurden darüber hinaus die Wohnhäuser für die Klinikärzte (als Landhäuser bezeichnet) im gleichen Baustil errichtet, die meisten von ihnen stehen inzwischen in der Denkmalliste.
Nach der Erstbebauung von 1890 bis 1893 entstanden bis zum Jahre 1905 Erweiterungsbauten vor allem für den medizinischen Bereich. Schließlich gab es auf dem Gelände 44 Einzelgebäude, darunter fünf größere mehrflügelige Bauten mit dem zentral angelegten Verwaltungsgebäude. Vis-à-vis zum Hauptgebäude, getrennt durch ein mit Büschen und Pyramidenpappeln bepflanztes Eingangsrondell, entstand eine kleine Kirche, die einer frühchristlichen Basilika nachempfunden wurde. Durch die Kriegseinwirkungen bis 1945 war die Kirche nur noch eine Ruine.

### Nach dem Zweiten Weltkrieg bis 2011
Die Rote Armee beschlagnahmte nach Kriegsende 1945 die Landhäuser (ehemalige Wohnkolonie) inklusive des Anstaltsfriedhofs im nördlichen Bereich des Krankenhauses und nutzte diese für ihre Zwecke. Bereits ab 1946 wurde die Unterbringung kranker Personen in den erhaltenen oder reparierten Stationsgebäuden wieder zugelassen, ein nördlicher Bereich samt dem Anstaltsfriedhof blieb jedoch zunächst tabu.
Mit dem Mauerbau im August 1961 fiel etwa die Hälfte aller im Krankenhaus tätigen Ärzte aus, weil sie ihren Wohnsitz in West-Berlin hatten. In der DDR ausgebildete Mediziner besetzten bald die offenen Stellen.
Ab 1963 erfolgte eine Profilierung der Einrichtung auf die Behandlung von Suchtkranken, unter anderem wiederum durch Arbeitstherapie oder durch offene Diskussionsrunden unter Anleitung von Psychotherapeuten. Eine Quelle berichtet, dass in den 1970er Jahren in einigen Stationen des Krankenhauses im Auftrag westdeutscher Pharmafirmen Versuche an Patienten ohne deren Wissen durchgeführt wurden.

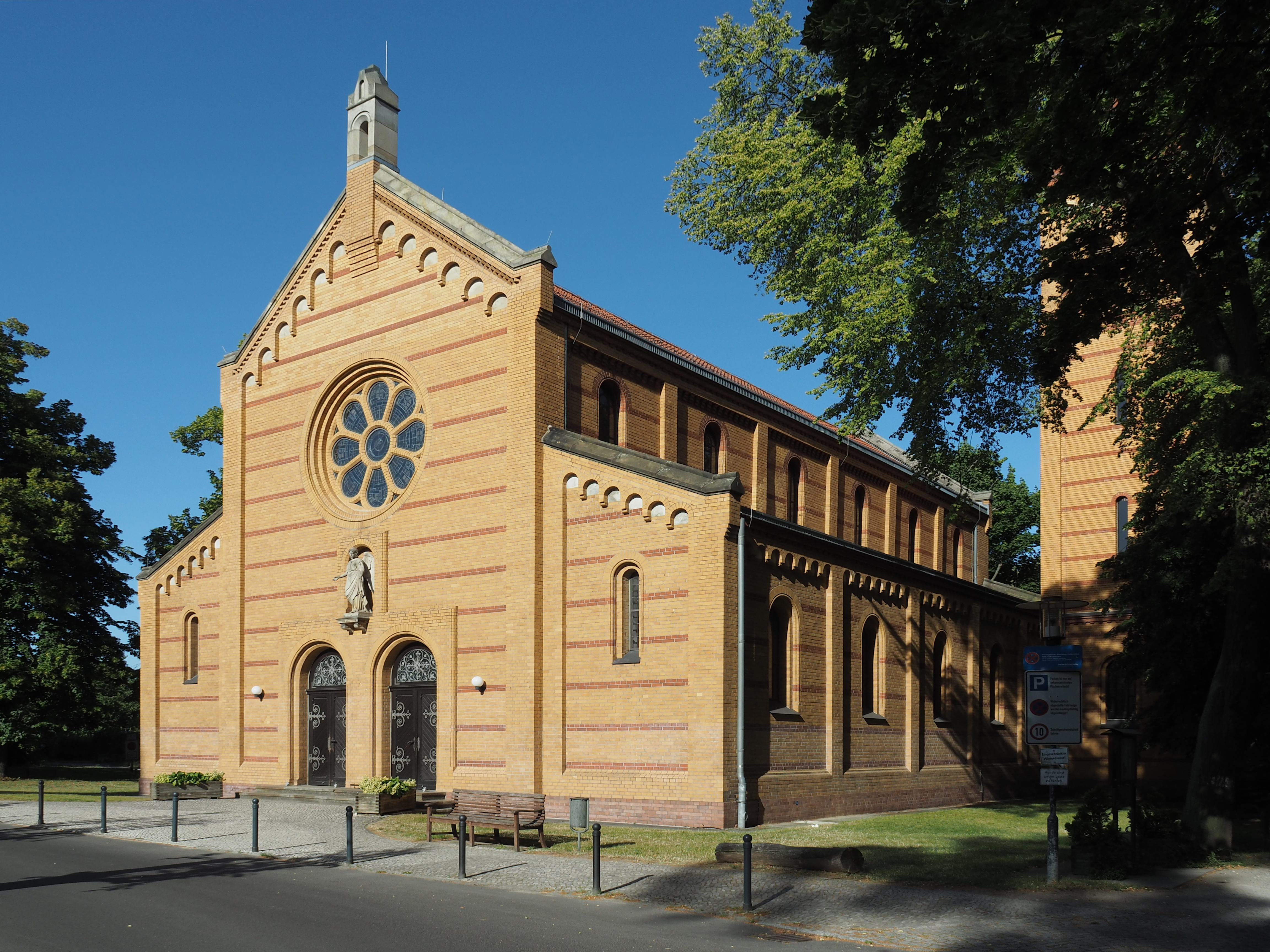
Krankenhauskirche

Die zerstörte Krankenhauskirche konnte nach der Wende 1994 bis 1997 auf Basis der alten Pläne wieder aufgebaut werden. Die Berliner Glaswerkstatt von Helge Warem fertigte neue moderne Kirchenfenster an. Ein eigener Förderverein organisiert die Nutzung der Kapelle, sie gehört also nicht den Krankenhausbetreibern. In den 2010er Jahren hat sich die kleine Kirche als Galerie und als Konzertsaal etabliert. Im Juni 2018 erhielt der Turm eine neue Glocke.

### Zeittafel: Zusammenfassung und Details
- 1890–1893: Erstanlage der Krankenhausbauten und der Park- und Nutzflächen (Inschrift am Haupthaus), Eröffnung mit einer Behandlungskapazität für 1000 Kranke
- 1905: erste Erweiterungsbauten (zweite Bauphase), wodurch u. a. eine Kapazität für 100 Kinder hinzu kam
- 1926: Einrichtung einer Infektionsbaracke zur Behandlung von Geisteskranken mit Tuberkulose[5]
- 1928: Umbenennung in Städtische Heil- und Pflegeanstalt (für Epileptische) Wuhlgarten
- 1933: Kapazität auf 1.450 Patienten erhöht, darunter 1.000 Epileptiker, 200 Geisteskranke und 250 Hospitaliten
Im Rahmen der NS-Aktionen „zur Gesunderhaltung des Volkskörpers“ begannen Abtransporte, Zwangssterilisationen und 1940/41 auch die Ermordung von Patienten im Rahmen der Ideologie „lebensunwerten Lebens“ (Euthanasie).
- 1936: eine „Erbbiologische Bestandsaufnahme“ in der Anstalt wurde Pflicht
- 1944: Bombenschäden an Gebäuden und im Gelände mit dreißig Toten
- 1945: dauerhafte Beschlagnahme der Landhäuser (ehemalige Wohnkolonie) inklusive des Anstaltsfriedhofs im nördlichen Bereich des Krankenhauses durch die Rote Armee
- Zwischen 1946 und 1950: sechs geschlossene und zwei offene Abteilungen wurden mit 350 Geisteskranken belegt.
Ab der Gründung der DDR wurden der stationäre und der ambulante Sektor weiter ausgebaut.
- Mai 1950: Herrichtung eines unbeschädigten Flügels des Hauses 2 für die Unterbringung forensisch eingewiesener Geisteskranker; sonstige Kranke wurden nach Herzberge verlegt. Neueinrichtung einer Neurologischen Abteilung
- 1951/52: Wiederaufbau von Haus 3 zur Nutzung durch die Geriatrie und Neurologie
Neubau eines verputzten zweigeschossigen Hauses für die Aufnahme von Akutsuchtkranken
- 1960: Kapazität des Krankenhauses auf 1.600 Betten erhöht; vorläufig keine weiteren Neuaufnahmen
- 1961: Ausfall aller hier beschäftigten West-Berliner Ärzte einschließlich des Ärztlichen Direktors ab dem 13. August (Berliner Mauer), wodurch statt 13 nur noch 7.Ärzte für die Betreuung der Kranken zur Verfügung standen
Das Gesundheitsministerium der DDR verfügt eine Neuprofilierung als „Städtisches Krankenhaus für Psychiatrie und Neurologie Wuhlgarten“. In dessen Folge entstehen die Neurologische Abteilung und die Psychiatrischen Abteilungen für akut und subakut Erkrankte, für chronisch Kranke und für Pflegepatienten.
- 1963: Intensivierung der Betreuung von Suchtkranken (Alkohol, Tabletten) durch Einführung moderner Methoden wie Gruppentherapie und -Training; eine nachgelagerte Alkoholikerfürsorge wird etabliert
- 1966: Eröffnung der Abteilung für Klinische Psychotherapie
Die Gruppentherapie wird durch psychotherapeutisch orientierte Heilgymnastik und Musiktherapie weiter verbessert.
Die meisten Stationen werden nun offen geführt, wodurch die anfänglich vorhandenen Fenstergitter abgebaut werden können.
- 1968: Zum 100. Todestag Wilhelm Griesingers und dem 75. Gründungsjahr wird die Einrichtung in Wilhelm-Griesinger-Krankenhaus Berlin (WGK) umbenannt.
- 1969/70: Räumung der bisher von der Roten Armee benutzten Gebäude im nördlichen Bereich und Unterstellung an den Ministerrat der DDR. Dieser richtete hier dann unter der Verantwortung des Franz-Mehring-Instituts der Karl-Marx-Universität Leipzig eine Parteischule für westdeutsche DKP-Funktionäre ein. Ein Zaun trennte diesen Bereich vom übrigen Krankenhausgelände.
- 1979/80: Haus 5 wurde innerhalb von 30 Monaten vollständig rekonstruiert.
- 1984: Erweiterung der Physiotherapie im Haus 18
- 1986: Rekonstruktion des Hauses 19 für die 1. und 2. Psychiatrische Klinik
- 1987 (dritte Bauphase): Errichtung einer Fachambulanz im Haus 41 für die Suchtklinik und Umbaumaßnahmen für die Aufhebung der Geschlechtertrennung, eine niedrige Mauer und ein schmiedeeiserner Zaun wurden zur Altentreptower Straße hin gebaut
- 1988: Schaffung zweier Kliniken für Rehabilitation und psychiatrische Langzeittherapie
- 1990: vollständige Rückgabe der durch die ehemalige Parteischule genutzten Landhäuser an das Krankenhaus infolge der Wiedervereinigung Deutschlands
Hier entstanden Appartements, die den Patienten der Abteilung für psychiatrische Langzeittherapie und der Abteilung für Suchtkrankheiten zur Verfügung gestellt wurden oder wieder als Wohngebäude vergeben sind.
- 1992: Eröffnung der Abteilung für Kinder- und Jugendpsychiatrie und nachfolgender Umzug zum Vivantes Klinikum Friedrichshain
- 1993 bis 1998: Enthospitalisierungsprojekt und nachfolgende Auflösung der 4. Psychiatrischen Abteilung (Langzeit-fehlplatzierte Patienten/Patientinnen)
- 1997 (1. Januar): Fusion mit dem Krankenhaus Kaulsdorf zum Krankenhaus Hellersdorf und Beginn schrittweiser Auslagerung von Abteilungen zum Ortsteil Berlin-Kaulsdorf
- Zwischen 1998 und 2005: Unter Hinzuziehung zahlreicher Einrichtungen wie der Hochschule Ostwestfalen-Lippe und renommierter Ingenieurbüros wurden einige Gebäude und der Grünbereich in einer ersten Phase renoviert und modernisiert.[6] Weitere Teilsanierungen erfolgten in einem zweiten Bauabschnitt zwischen April 2008 und März 2009.

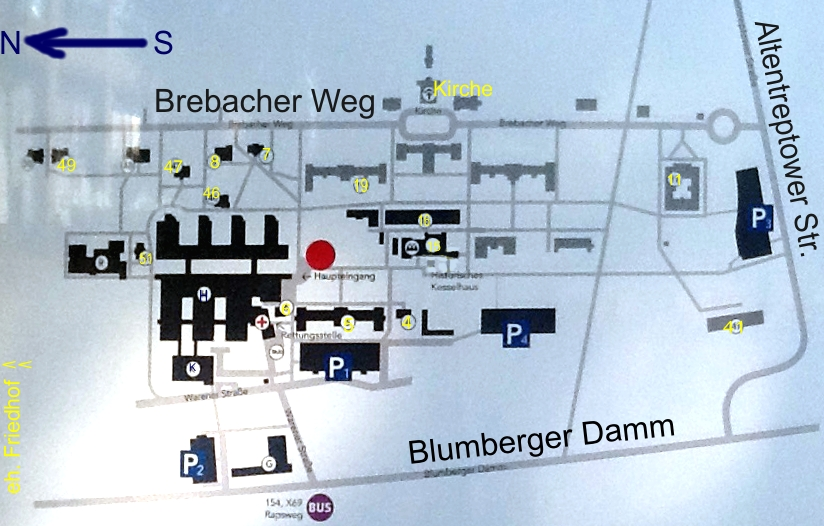
Lageplan der Häuser auf dem Gelände Wuhlgarten; Situation im Jahr 2015. Zu den Ziffern siehe Tabelle

## Gebäudenutzungen
Die im Laufe der Nutzung als Krankenhaus errichteten Gebäude auf dem Gelände erhielten fortlaufende Nummern, die von 1 bis 50 reichten.
Am Ende des Zweiten Weltkriegs müssen auf dem Krankenhausgelände auch einige Zerstörungen erfolgt sein. Eines der Häuser am Brebacher Weg zeigt eine mit recycelten Ziegelsteinen wieder aufgemauerte Fassade und anstelle eines Fensters ist Mauerwerk eingefügt.
Außerdem steht zwischen Haus 2 und 3 ein Gebäuderest, der vom Keller etwa einen halben Meter emporragt. Die elf Fenster sind alle mit Holz abgedeckt.
Anhand des Übersichtsplans im Park (Stand Sommer 2015) und einer aufmerksamen Besichtigung vor Ort ließen sich folgende Zuordnungen vornehmen:
| Haus Nr. | histor. Nutzung                                                                       | Nutzung im 21. Jh. | Bemerkungen, Hinweis zur Bauart |
| -------- | ------------------------------------------------------------------------------------- | --- | --- |
| 01       | Hauptgebäude, Verwaltungssitz                                                         | Brebacher Weg 17, seit etwa 2012 leer stehend; wird mit benachbarten Gebäuden zu einem Komplex mit 32 Eigentumswohnungen entwickelt (Marktbezeichnung „Arcadia“)                               | |
| 02       |                                                                                       | Ergotherapie, Physiotherapie, Psychosomatik, kleinere Nutzer, gehört noch zur Vivantes-Klinik für Psychiatrie                                                                                  | r, b. Nördlich daneben steht ein kleines Backsteingebäude (ohne Nummer), in dem eine Keramikwerkstatt ansässig ist. Vivantes Kaulsdorf hat im November 2015 alle Gebäude auf dem Gelände abgegeben, eine Nachnutzung durch das ukb ist in Planung. |
| 03       |                                                                                       | Akut-Station | Lebenshilfe-Gruppe in einem Gebäude aus dem Jahr 1952, verputzt Besitzer bzw. Betreiber ist die Lebensnähe gGmbH, Verbund von therapeutisch betreutem Wohnen.                                                                                      |
| 04       | Unterbringung von Künstlern                                                           | Gästehaus des ukb | b, o (Adresse Brebacher Weg 15) |
| 05       | Neurologie                                                                            | Neurologie ukb | r, b |
| 06       |                                                                                       | Betriebsärztlicher Dienst | Das Haus steht zwischen dem Zentralen Zugang und der Rettungsstelle, eine Nummer ist nicht zu sehen. |
| 07       |                                                                                       | Kaufmännische Direktion des ukb | r, b |
| 08       |                                                                                       | Gästehaus des ukb | b, o |
| 10       |                                                                                       | privates Wohnhaus | r, b |
| 11       |                                                                                       | Augenklinik Marzahn, selbstständig | r, b |
| 13       |                                                                                       | privates Wohnhaus | b, o |
| 14       |                                                                                       | Zentrum für Notfalltraining | |
| 15       | Kesselhaus, Wasserturm                                                                | Hörsaal/Konferenzraum, nördlich und südlich jeweils ein Anbau | b, o mit weißen Fassadenflächen |
| 16       |                                                                                       | Verwaltung des ukb | |
| 18       |                                                                                       | Die Rückseite zur Eichenallee ist bereits in Wohnungen umgewandelt und verkauft. Die einzelnen Zugänge zum ehemaligen Klinikgebäude haben die Postadressen 51, 53, 55, 57, 59 und 61 erhalten. | b, o |
| 22       |                                                                                       | privates Wohnhaus | r, b |
| 32       | Direktorenwohnhaus                                                                    | | r, b |
| 33       |                                                                                       | Geschäftsstelle der Wuhletal GmbH – Wuhlgarten e. V.; b, o | |
| 34       |                                                                                       | Tagesklinik „An der Wuhle“ egmbH | ursprünglich zu Vivantes, hat sich aber selbstständig gemacht; b, o |
| 41       | Suchtklinik, Fachambulanz, Teilbereich Gerontopsychiatrie und Fürsorge (1970er Jahre) | Aufnahme und Ausgang (Entlassungen) für Vivantes | um 1978 neu gebaut |
| 46       |                                                                                       | Abteilung Informationstechnik des ukb | |
| 47       |                                                                                       | Finanzen, Patienten-Management, Unfallversicherer | r, b |
| 48       |                                                                                       | Nutzung durch die Firma EproTec | b, o. Ein frei stehender Erweiterungsbau gehört dazu. |
| 49       |                                                                                       | Zentrum für klinische Forschung des ukb | |
| 50       |                                                                                       | Kulturkindergarten des ukb | |
| 51       |                                                                                       | Rehabilitation (Umbauarbeiten) | b, o |

Erläuterungen:
Die Kennzeichnungen in der dritten Spalte bedeuten: das Gebäude ist mit roten und braunen (r, b) bzw. braunen und hellocker (b, o) Klinkern quer gebändert. Alle Häuser tragen Pultdächer.
Die nicht aufgenommenen Nummern konnten (noch) nicht entschlüsselt werden. Die Häuser mit Nummern über 50 liegen außerhalb des aktuellen Krankenhausgeländes.
Die gut erhaltenen oder restaurierten Landhäuser tragen die Hausnummern 1 bis 14. Sie werden im 21. Jahrhundert überwiegend zu privaten Wohnzwecken genutzt, lediglich einige Gewerbetreibende sind zu finden: Minerva Biolabs GmbH, O-Via GmbH und ERM Consulting GmbH. Das Haus Nummer 7 ist besonders detailreich geschmückt: es trägt ein Ziertürmchen und die Querstreifen sind mit farbig lasierten Keramikmosaiken ausgeführt. Hier handelt es sich höchstwahrscheinlich um die damalige Direktorenvilla.
Vom Vivantes-Klinikum wurden lediglich noch zwei Gebäude genutzt: der Bereich Neurologie (Haus 5) sowie Psychiatrie, Psychotherapie und Psychosomatik (Haus 2). Mit der Fertigstellung eines Neubaus am Standort Myslowitzer Straße 45 in Kaulsdorf wurde dieser Bereich ab Ende 2016 ebenfalls aufgegeben.

## Parkanlage

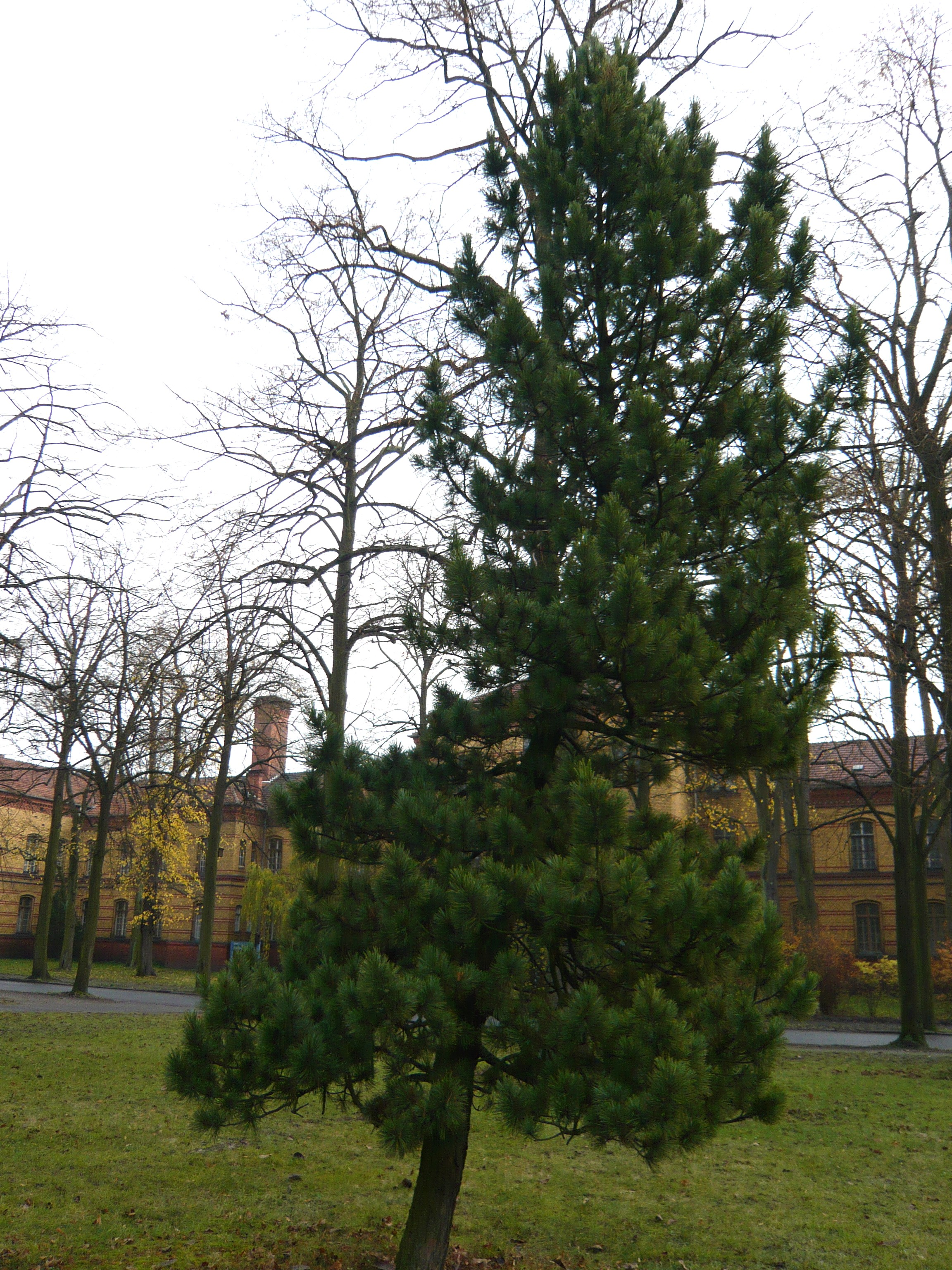
Zirbelkiefer – einer der vielen gekennzeichneten Bäume des Krankenhausparks

Im östlichen Bereich bestimmen zur Wuhle hin abfallende Hangbereiche den Park, in die sich vier kuppenförmige Ausläufer des Barnims hineinschieben. Es gibt auch eine direkte Fußwegverbindung zur alten Wuhle, die noch in den 1970er Jahren am östlichen Rand dieses Streifens entlang floss.
Beim Bau des Krankenhauses wurden zahlreiche einheimische Bäume wie Ahorn, Esche, Eiche, Kastanie, Linde, Hainbuche, Birke, Robinie, Fichte, Kiefer, Pappel, Eberesche, Rotdorn, Douglasie und Eibe angepflanzt. Der inzwischen mehr als hundertjährige Baumbestand wurde laufend gepflegt und ergänzt, auch um exotische Gewächse, und umfasst nun insgesamt rund 3.000 Bäume (Jahr 2015).
Der Garten gilt als wichtiges Gartenbaudenkmal. Zusätzlich sind acht seltene Bäume beziehungsweise Baumgruppen der Anlage als Naturdenkmale besonders geschützt: eine Stieleiche, zwei Tulpen-Magnolien, eine Feldulme, zwei Vierer-Gruppen Rotbuche, ein Tulpenbaum, ein japanischer Schnurbaum, ein Buchsbaum und eine Gruppe Bitternussbäume.
Ursprünglich gehörte eine Teichanlage an der Wuhle, der heutige Karpfenteich, zum Gesamtensemble. Der Karpfenteich liegt inzwischen weit außerhalb des Wuhlgartens und wird seit der umfassenden Renaturierung der Neuen Wuhle über einen Stichkanal mit Wasser versorgt.
Die südlich gelegenen Wuhlehänge wurden in jüngster Zeit nach historischem Vorbild neu gestaltet. Das ursprüngliche Wegesystem und dessen Bepflanzung wurden weitestgehend wiederhergestellt.

## Ehemaliger Friedhof des Krankenhauses

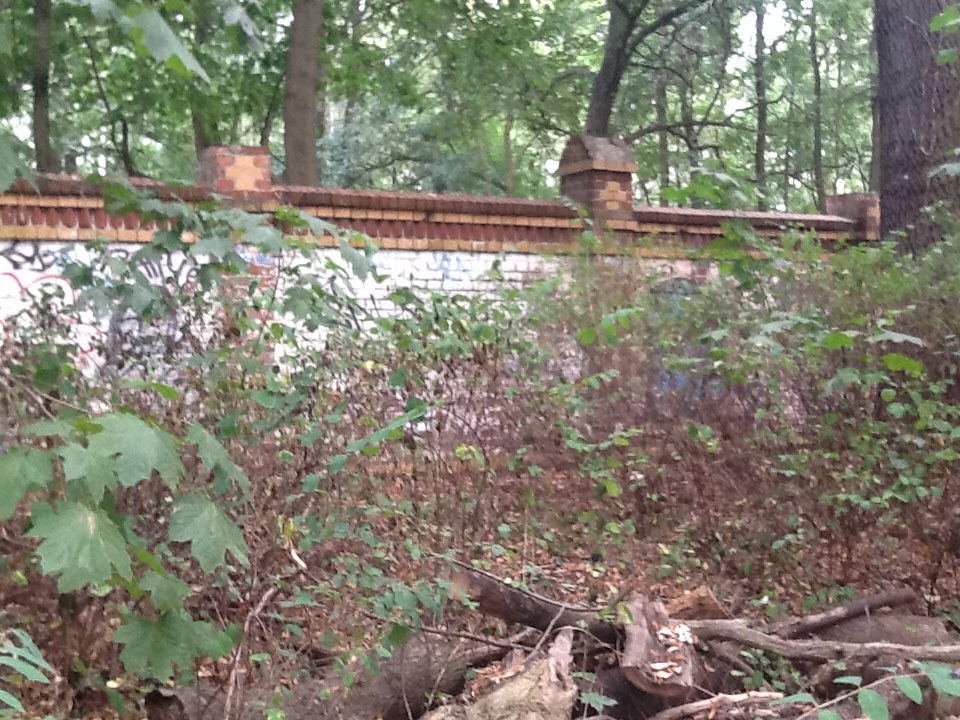
Alte Friedhofsmauer

Der anstaltseigene Friedhof (52° 31′ 26,7″ N, 13° 34′ 6″ O) wurde weit im Nordwesten des Krankenhauses angelegt. Seit 1945 fanden hier jedoch nur noch Beisetzungen von im Krankenhaus verstorbenen militärischen Personen der Sowjetischen Armee statt. Mit der Totalräumung des Geländes wurden alle Grabstätten eingeebnet, der Friedhof selbst liegt bereits einige Jahre außerhalb des früheren Anstaltsgeländes. Er ist nur noch an seiner Backsteinmauer erkennbar.
Am 20. September 2017 wurde in der Grünanlage gegenüber dem Buckower Ring 11 auf Initiative der Interessengemeinschaft Krankenhauskirche, des Vereins “Wuhlgarten – Hilfsverein für psychisch Kranke e. V.” und der Bezirksverordnetenversammlung Marzahn-Hellersdorf eine Gedenkstele zur Erinnerung an den ehemaligen Friedhof der Anstalt Wuhlgarten eingeweiht.

## Denkmaleund Kunst im Krankenhausgelände
Nahe dem Haus 17 befindet sich in der Hauptallee eine Springbrunnenanlage, die allerdings bereits einige Jahre trockenliegt, ebenso wie die Fontäne in der Mitte des Rondells vor dem Hauptverwaltungsgebäude, wovon noch eine steinerne Brunnenschale zeugt.
Außerdem wurde auf dem Gelände (in der Nähe der Kirche) eine kleine Gedenkanlage aus Feldsteinen geschaffen, bei der eine Messingplatte auf ein hier angelegtes Gemeinschaftsgrab mit 180 infolge des Zweiten Weltkriegs in diesem Krankenhaus verstorbene Patienten verweist. Der anstaltseigene Friedhof konnte dazu nicht benutzt werden, da er bereits beschlagnahmt worden war.

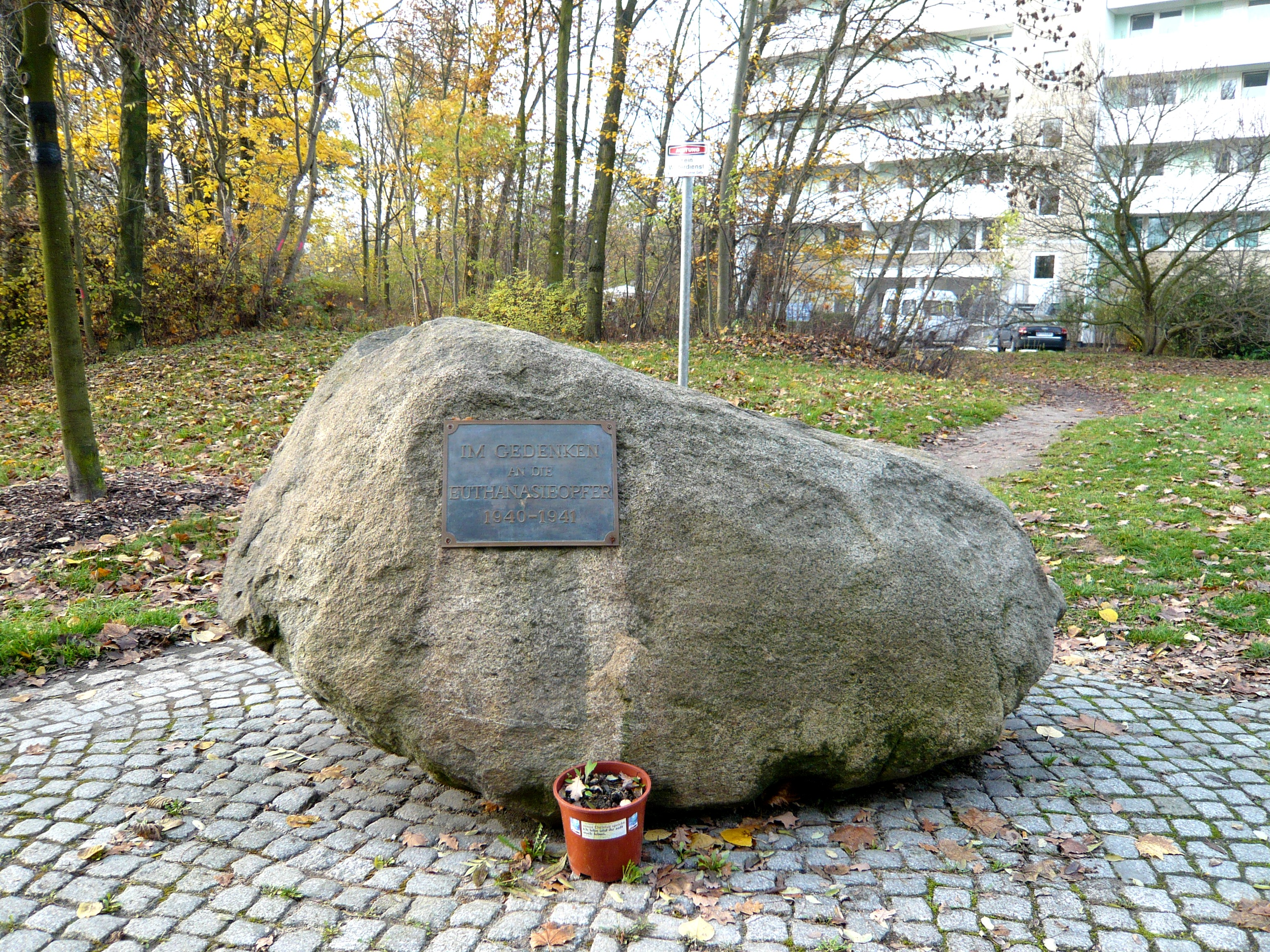
Gedenkstein für die Opfer der Euthanasie

In späteren Jahren wurde ein Findling aus Granit mit einer metallenen Gedenktafel aufgestellt, der an die Opfer der Euthanasiemorde erinnert.
Die Geschichte des früheren Griesinger-Krankenhauses setzt sich in dem im Jahr 1997 gegründeten Unfallkrankenhaus Berlin fort.